# Embalse de Llesp
El embalse de Llesp es una pequeña infraestructura hidroeléctrica española construida sobre el río Noguera de Tor, situada en el término municipal de Pont de Suert, en la comarca de la Alta Ribagorza, provincia de Lérida, Cataluña. 
Fue construido con fines hidroeléctricos, aprovechando las aguas del Noguera de Tor, río que tiene 24 km de recorrido por el Valle de Bohí, atravesando o pasando muy cerca de las poblaciones de Caldas de Bohí, Erill la Vall, Barruera, Llesp y Castellón de Tor hasta desembocar en el río Noguera Ribagorzana, en el término municipal de Pont de Suert. Su cuenca ocupa un área de 30 km².